# Второй период периодической системы
Ко второ́му пери́оду периоди́ческой систе́мы относятся элементы второй строки (или второго периода) периодической системы химических элементов. Строение периодической таблицы основано на строках для иллюстрации повторяющихся (периодических) трендов в химических свойствах элементов при увеличении атомного числа: новая строка начинается тогда, когда химические свойства повторяются, что означает, что элементы с аналогичными свойствами попадают в один и тот же вертикальный столбец. Второй период содержит больше элементов, чем предыдущий, в него входят: литий, бериллий, бор, углерод, азот, кислород, фтор и неон. Данное положение объясняется современной теорией строения атома.

## Элементы
| Группа | 1    | 2    | 3 | 4 | 5 | 6 | 7 | 8 | 9 | 10 | 11 | 12 | 13  | 14  | 15  | 16  | 17  | 18    |
|        | I    | II   |   |   |   |   |   |   |   |    |    |    | III | IV  | V   | VI  | VII | VIII  |
| Символ | 3 Li | 4 Be |   |   |   |   |   |   |   |    |    |    | 5 B | 6 C | 7 N | 8 O | 9 F | 10 Ne |

### Литий
Литий (Li) является химическим элементом с атомным номером 3, встречающимся в двух изотопах: 6Li и 7Li. При нормальной температуре и давлении литий — это серебристо-белый, мягкий щелочной металл с высокой реакционной способностью. Его плотность составляет 0.564 г/см³. Литий является самым лёгким из всех металлов и наименее плотным из всех твёрдых элементов. Наиболее распространённым в природе изотопом является литий-7, обозначающийся как 7Li, который составляет 92,5% всего лития. Такой изотоп состоит из трёх протонов и четырёх нейтронов. Изотоп литий-6, обозначающийся 6Li, тоже стабилен, он содержит три протона и три нейтрона. Эти два изотопа составляют весь естественный литий на Земле, хотя искусственно были синтезированы и другие изотопы. В ионных соединениях литий теряет электрон и становится положительно заряженным катионом Li+.
Согласно теории, Li является одним из немногих элементов, синтезированных в результате Большого Взрыва, вследствие чего его относят к списку изначальных элементов. Литий стоит на 33 месте среди самых распространённых элементов на Земле, встречаясь в концентрациях от 20 до 70 миллионных долей по весу, но из-за его высокой реакционной способности в природе он встречается только в виде соединений. Наиболее богатым источником литий-содержащих соединений являются гранитные пегматиты, а также сподумен и петалит, которые являются наиболее коммерчески целесообразными источниками этого элемента. Металл выделяется электролитически из смеси хлорида лития и хлорида калия.
Соли лития используются в фармакологической промышленности как лекарственное средство для стабилизации настроения. Они используются также при лечении биполярного расстройства, где играют определённую роль в лечении депрессии и мании, и могут уменьшить шансы суицида. Наиболее распространёнными из применяемых соединений лития являются карбонат лития Li2CO3, цитрат лития Li3C6H5O7, сульфат лития Li2SO4 и оротат лития LiC5H3N2O4·H2O. Литий используется также в качестве анода в литиевых батареях, а его сплавы с алюминием, кадмием, медью и марганцем используются для высокопрочных частей самолетов и космических аппаратов, например, для внешнего топливного бака космического корабля Спейс шаттл.

### Бериллий
Бериллий (Be) является химическим элементом с атомным номером 4, существующем в виде 9Be. При нормальной температуре и давлении бериллий является твёрдым, лёгким, хрупким, двухвалентным щёлочноземельным металлом серо-стального цвета, с плотностью 1,85 г/см³. Он обладает одной из самых высоких температур плавления среди всех лёгких металлов. Наиболее распространенным изотопом бериллия является 9Be, который содержит 4 протона и 5 нейтронов. Он составляет почти 100% всего природного бериллия, и является единственным стабильным изотопом, однако искусственно были синтезированы и другие изотопы. В ионных соединенийях бериллий теряет два валентных электрона с образованием катиона Be2+.
Небольшое количество атомов бериллия было синтезировано во время Большого Взрыва, хотя большинство из них распались или участвовали в дальнейшем в атомных реакциях при создания более крупных ядер, таких как углерод, азот и кислород. Бериллий является одним из компонентов в 100 из более 4000 известных минералов, таких как бертрандит Be4Si2O7(OH)2, берилл Al2Be3Si6O18, хризоберилл Al2BeO4 и фенакит Be2SiO4. Драгоценные формы берилла — аквамарин, берилл красный и изумруд. Наиболее распространенными источниками бериллия, используемого в коммерческих целях, являются берилл и бертрандит, и при его производстве используется реакция восстановления фторида бериллия с помощью металлического магния или электролиз расплавленного хлорида бериллия, содержащего некоторое количество хлорида натрия, поскольку хлорид бериллия является плохим проводником электричества.
Благодаря высокой жёсткости, легкому весу и стабильности размеров в широком диапазоне температур, металлический бериллий используется в качестве конструкционного материала в авиации, ракетной технике и спутниковой связи. Он используется в качестве легирующей добавки в бериллиевой бронзе, которая используется в электрических компонентах ввиду её высокой электро- и теплопроводности. Листы бериллия используются в рентгеновских детекторах для фильтрации видимого света и пропуска только рентгеновских лучей. Он используется в качестве замедлителя нейтронов в ядерных реакторах, поскольку лёгкие ядра более эффективны в замедлении нейтронов, чем тяжёлые. Низкий вес и высокая жёсткость бериллия делают полезным его применение в высокочастотных громкоговорителях (твитерах).
Бериллий и его соединения отнесены Международным агентством по изучению рака к 1 группе канцерогенов. Они обладают канцерогенными свойствами как для людей, так и для животных. Хронический бериллиоз является лёгочным, гранулёматозным заболеванием большого круга кровообращения, вызванным воздействием бериллия. Приблизительно 1% - 15% людей чувствительны к бериллию, и у них могут развиться воспалительные реакции дыхательной системы и кожи, которые называются хронической бериллиевой болезнью или бериллиозом. Иммунная система организма распознаёт бериллий как инородные частицы и подготавливает против них атаку, как правило, в лёгких, через которые эти частицы вдыхаются. Эта реакция может вызвать лихорадку, усталость, слабость, ночные потовыделения и затруднение дыхания.

### Бор
Бор (B) является химическим элементом с атомным номером 5, существующем в виде 10B и 11B. При нормальной температуре и давлении бор является трёхвалентным металлоидом, имеющем несколько аллотропных форм. Аморфный бор представляет собой коричневый порошок, образующийся как продукт многих химических реакций. Кристаллический бор является очень твёрдым, чёрным материалом с высокой температурой плавления, существующем во многих полиморфных модификациях. Наиболее распространёнными являются две ромбоэдрические модификации: α-бор и β-бор, содержащие 12 и 106,7 атомов в ромбоэдрической ячейке соответственно, и 50-атомный бор с тетрагональной решёткой. Бор имеет плотность 2,34 г/см³. Наиболее распространённым в природе изотопом бора является 11B (80,22% от всего бора), содержащий 5 протонов и 6 нейтронов. Другой встречающийся изотоп 10B (19,78%) содержит 5 протонов и 5 нейтронов. Но это только стабильные изотопы, а искусственно были синтезированы и другие. Бор создаёт ковалентные связи с другими неметаллами и имеет степень окисления 1, 2, 3 и 4. В свободном виде в природе бор не встречается, а встречается в таких соединениях, как бораты. Наиболее распространёнными источниками бора являются турмалин, бура Na2B4O5(OH)4·8H2O и кернит Na2B4O5(OH)4·2H2O. Чистый бор получить довольно трудно. Сделать это можно путём его восстановления магнием из оксида бора B2O3. Этот оксид получают путём плавления борной кислоты B(OH)3, которая в свою очередь получается из буры. Небольшое количество чистого бора можно получить путём термического разложения трибромида бора BBr3 в газообразном водороде над горячей проволокой из вольфрама или тантала; последние действуют в качестве катализаторов. Коммерчески наиболее важными источниками бора являются: пентагидрат тетрабората натрия Na2B4O7 · 5H2O, который в больших количествах используется при производстве изоляционного стекловолокна и отбеливателя из пербората натрия; карбид бора, керамический материал, используемый для изготовления бронированных изделий, особенно бронежилетов для солдат и сотрудников полиции; ортоборная кислота H3BO3 и борная кислота, используемые в производстве текстильного стекловолокна и плоскопанельных дисплеев; декагидрат тетрабората натрия Na2B4O7 · 10H2O и бура, используемые в производстве клеев; наконец, изотоп бор-10 используется в управлении ядерными реакторами в качестве защиты от ядерного излучения и в приборах для обнаружения нейтронов.
Бор является одним из важнейших микроэлементов растений, необходимый для создания и роста прочных клеточных мембран, деления клеток, развития семян и плодов, транспортировки сахаров и развития гормонов. Однако концентрация его в почве более 1.0 мд может вызвать некроз листьев и плохой рост. Уровень около 0.8 мд может вызвать эти же симптомы у растений особенно чувствительных к бору. У большинства растений, даже не слишком чувствительных к наличию бора в почве, признаки отравления бором появляются при уровне выше 1.8 мд. В организме животных бор является ультраразличимым элементом (англ.). В диете человека ежедневный приём составляет 2.1-4.3 мг бора в день на килограмм массы тела. Он также используется как добавка для профилактики и лечения остеопороза и артрита.

### Углерод
Углерод (C) является химическим элементом с атомным номером 6, встречающемся в природе в виде 12C, 13C и 14C. При нормальной температуре и давлении углерод является твёрдым веществом, существующем в различных аллотропных формах, наиболее распространенными из которых являются графит, алмаз, фуллерены и аморфный углерод. Графит — мягкий, матово-чёрный полуметалл с гексагональной кристаллической решёткой, с очень хорошими проводящими и термодинамически стабильными свойствами. Алмаз имеет весьма прозрачные бесцветные кристаллы с кубической решёткой и с плохими проводящими свойствами, он является самым твёрдым из известных естественных минералов и имеет самый высокий показатель преломления среди всех драгоценных камней. В отличие от структур алмаза и графита типа кристаллической решётки, фуллерены, названные в честь Ричарда Бакминстера Фуллера, являются веществами, архитектура которых напоминает молекулы. Есть несколько различных фуллеренов, наиболее известным из которых является «бакминстерфуллерен» C60, название которого также связано с именем Ричарда Бакминстера Фуллера. Пространственная структура этого фуллерена напоминает геодезический купол, изобретённый Фуллером. О фуллеренах известно пока немного, они являются предметом интенсивных исследований. Существует также аморфный углерод, который не имеет кристаллической структуры. В минералогии этот термин используется для ссылки на сажу и уголь, хотя они не являются строго аморфными, поскольку содержат небольшое количество графита или алмаза. Наиболее распространённым изотопом углерода является 12C с шестью протонами и шестью нейтронами (98,9% от общего количества). Стабилен также изотоп 13C с шестью протонами и семью нейтронами (1,1%). Ничтожные количества 14C также встречаются в природе, но этот изотоп является радиоактивным и распадается с периодом полураспада 5730 лет. Он используется в методе радиоуглеродного датирования. Искусственно синтезированы также другие изотопы углерода. Углерод образует ковалентные связи с другими неметаллами со степенью окисления -4, -2, +2 и +4.
Углерод является четвёртым по распространённости элементом во Вселенной по массе после водорода, гелия и кислорода, вторым в организме человека по массе после кислорода и третьим по числу атомов. Существует чуть ли не бесконечное число соединений, содержащих углерод, благодаря способности углерода к образованию стабильной связи C — С. Простейшими углеродосодержащими молекулами являются углеводороды, которые включают углерод и водород, хотя иногда они содержат в функциональных группах и другие элементы. Углеводороды используются в качестве топлива, для производства пластмасс и в нефтехимии. Все органические соединения, необходимые для жизни, содержат по меньшей мере один атом углерода. В соединении с кислородом и водородом углерод может образовывать многие группы важных биологических соединений, включая сахара, лигнаны, хитины, спирты, жиры и ароматические эфиры, каротиноиды и терпены. С азотом он образует алкалоиды, а с добавлением серы формирует антибиотики, аминокислоты и резину. С добавлением фосфора к этим элементам углерод формирует ДНК и РНК, химические коды носителей жизни, и аденозинтрифосфаты (АТФ), являющиеся наиболее важными переносчиками энергии для молекул во всех живых клетках.

### Азот
Азот (N) является химическим элементом с атомным номером семь и атомной массой 14,00674. При стандартных условиях азот в природе представляет собой инертный двухатомный газ без цвета, вкуса и запаха, составляющий 78,08% от объёма атмосферы Земли. Азот был открыт как составная компонента воздуха шотландским врачом Даниэлем Резерфордом в 1772 году. В природе он встречается в виде двух изотопов: азот-14 и азот-15.
Многие важные для промышленности вещества, такие как аммиак, азотная кислота, органические нитраты (ракетное топливо, взрывчатые вещества) и цианиды, содержат азот. В химии элементарного азота преобладает чрезвычайно сильная химическая связь, в результате чего возникают трудности как для организмов, так и при промышленном производстве в разрушении этой связи при преобразовании молекулы N2 в полезные соединения. Но в то же время такое успешное преобразование вызывает потом высвобождение большого количества энергии, если такие соединения сжечь, взорвать или другим способом преобразовать азот обратно в газообразное двухатомное состояние.
Азот присутствует во всех живых организмах, а круговорот азота описывает движение элемента из воздуха в биосферу и органические соединения, и затем обратно в атмосферу. Искусственно произведённые нитраты являются ключевыми ингредиентами промышленных удобрений, а также основными загрязняющими веществами при возникновении эвтрофикации водных систем. Азот является составной частью аминокислот, а, следовательно, белков и нуклеиновых кислот (ДНК и РНК). Он находится в химической структуре практически всех нейротрансмиттеров и является определяющим компонентом алкалоидов и биологических молекул, производимых многими организмами.

### Кислород
Кислород (O) является химическим элементом с атомным номером 8, встречающемся в природе в виде 16O, 17O и 18O, среди которых самым распространённым изотопом является 16O.

### Фтор
Фтор (F) является химическим элементом с атомным номером 9, имеющем единственный стабильный изотоп 19F. Чрезвычайно химически активный неметалл и сильнейший окислитель.

### Неон
Неон (Ne) является химическим элементом с атомным номером 10, встречающемся в природе в виде 20Ne, 21Ne и 22Ne.